# پایگاه هوایی دسیمومانو
پایگاه هوایی دسیمومانو (به انگلیسی: Decimomannu Air Base) یک فرودگاه نظامی با کد یاتا DCI است که یک باند فرود آسفالت دارد و طول باند آن ۲۹۹۰ متر است. این فرودگاه در شهر ساردنی کشور ایتالیا قرار دارد و در ارتفاع ۳۰ متری از سطح دریا واقع شده‌است .